# Ринчин-дацан
Ринчин-дацан — буддийский храм (дацан) в Советском районе Новосибирска, открытый в 2015 году. 

## История
В 2012 году в микрорайоне Нижняя Ельцовка началось сооружение дацана. 6 июня 2015 года состоялось открытие дацана, на котором присутствовали восемь лам из Новосибирска, Хакасии, Бурятии, Тувы и Горного Алтая, они обошли храм нечетное количество раз по ходу солнца, после чего раздали освященный рис прихожанам.

## Общие сведения
На территории дацана расположены три бурятские юрты и собственно храм для богослужения — восьмистенный Сахюусан-дуган. Некоторые алтарные предметы для храма привезены из Непала.

## Галерея

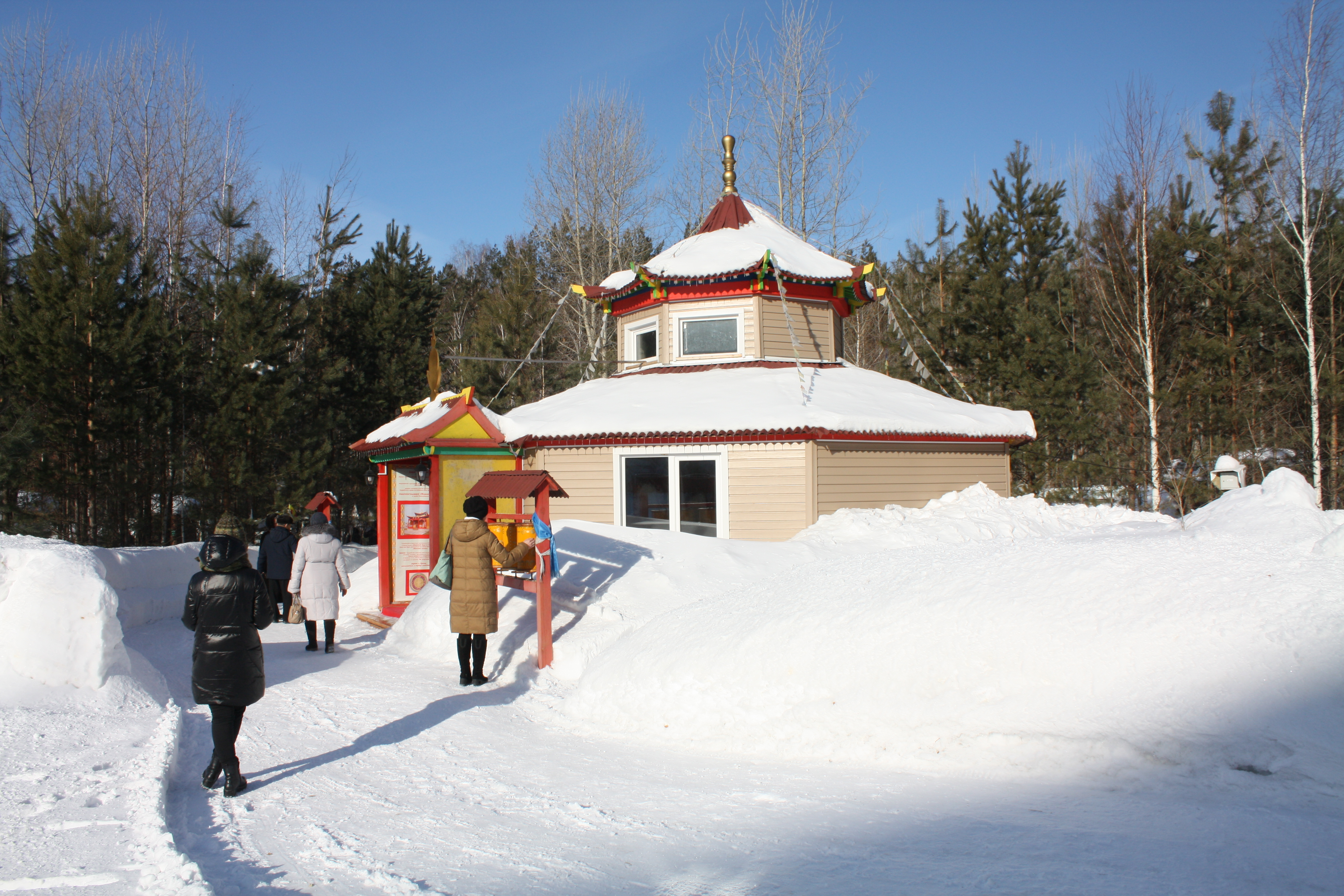
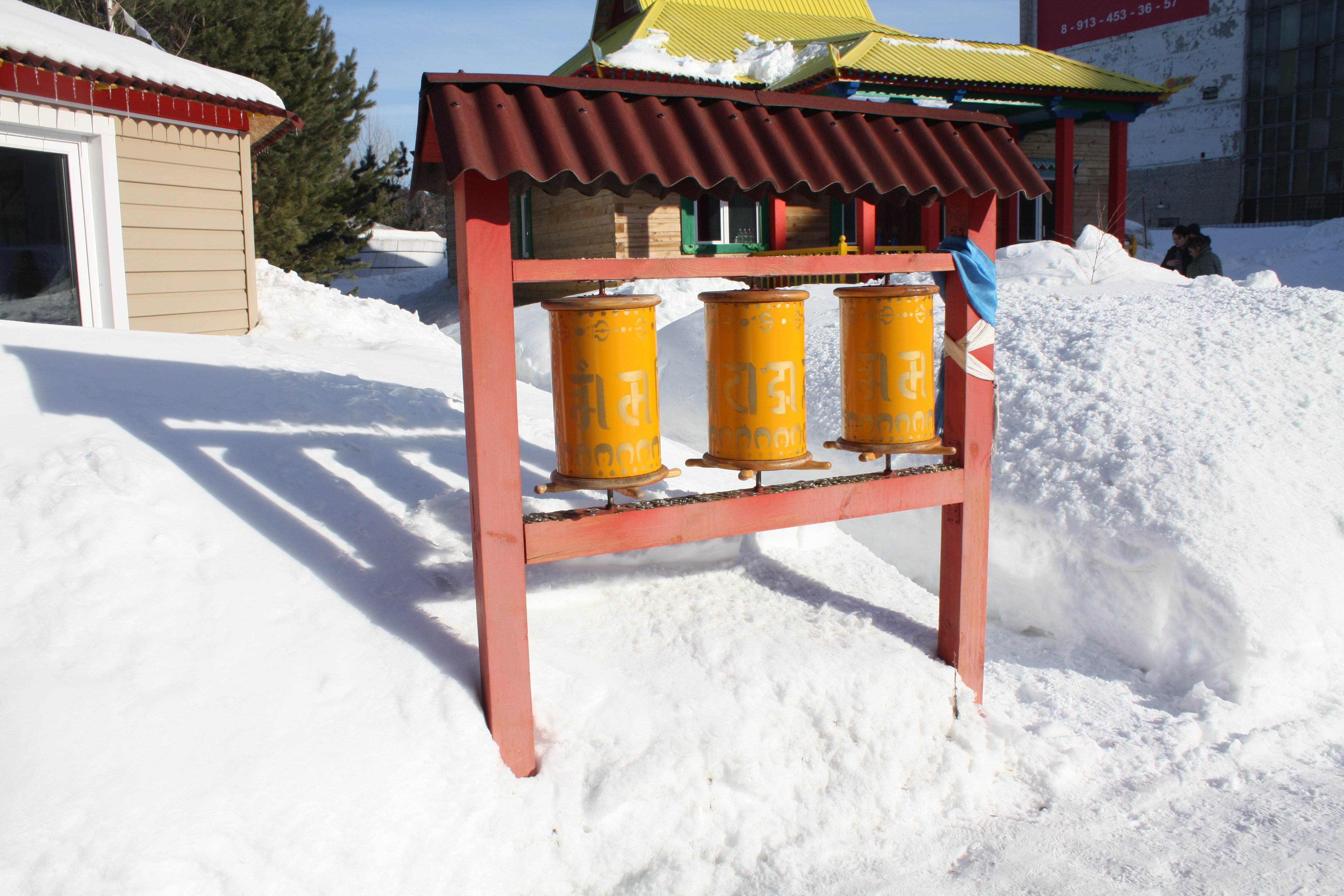
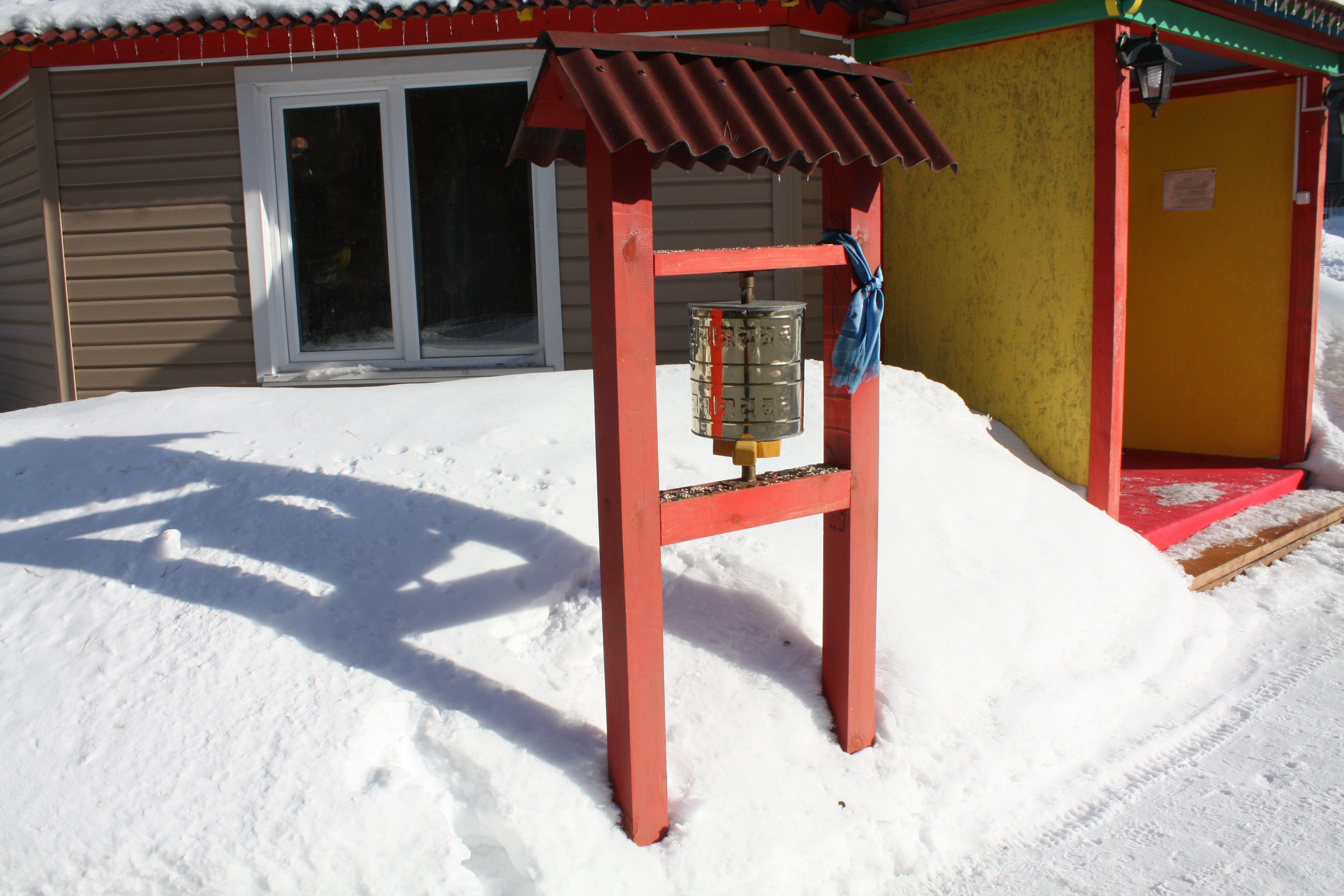
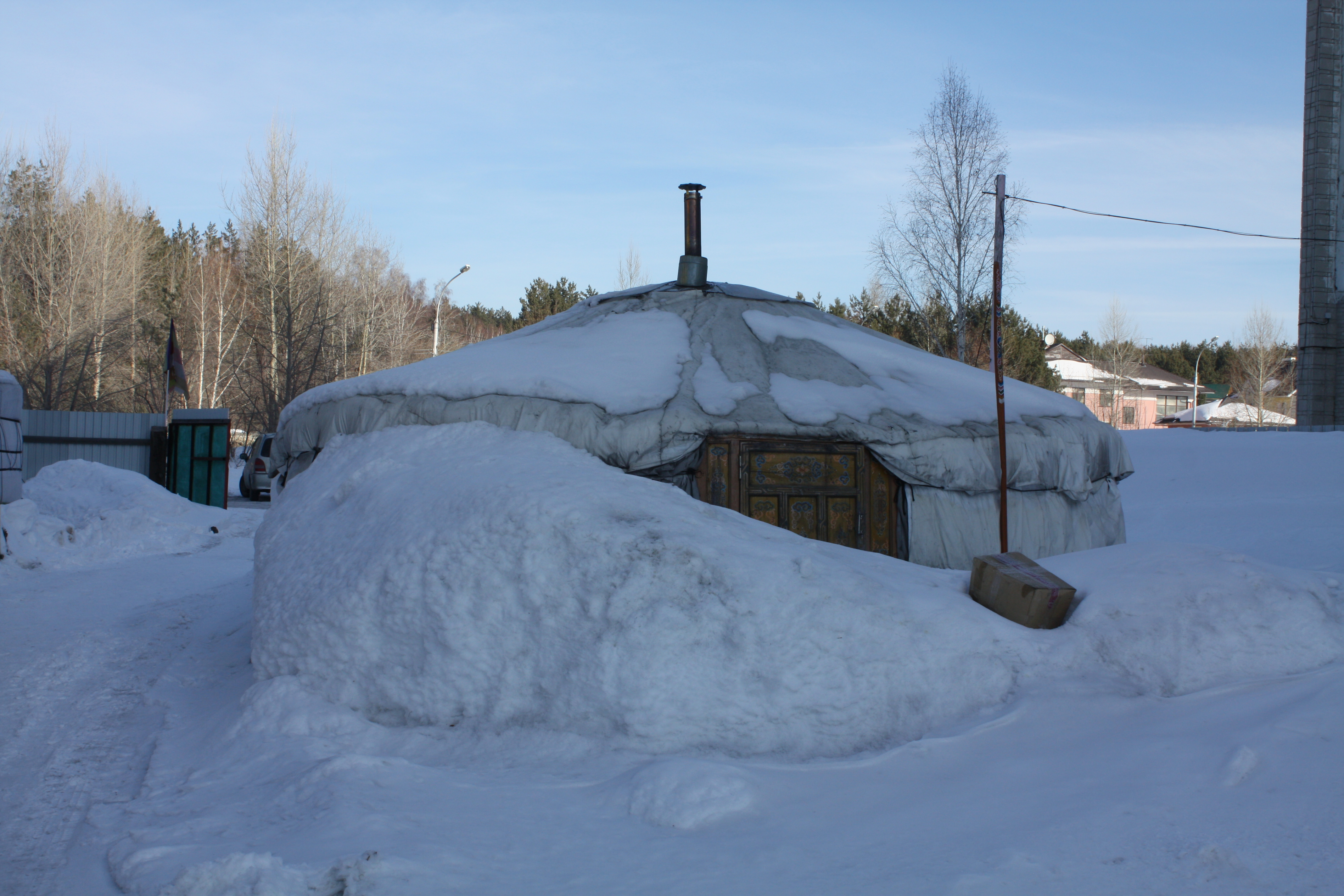